# Heterostylum deani
Heterostylum deani är en tvåvingeart som beskrevs av Joseph Hannum Painter 1930. Heterostylum deani ingår i släktet Heterostylum och familjen svävflugor. Inga underarter finns listade i Catalogue of Life.